# آرامگاه ملا علی کرم
بقعه ملا علی کرم مربوط به سدهٔ ۹ ه.ق است و در ابرکوه، محله پل کارون، غرب خیابان شهیدباهنر، شمال خیابان وباغ خانه واقع شده و این اثر در تاریخ ۷ مهر ۱۳۸۱ با شمارهٔ ثبت ۶۳۰۷ به‌عنوان یکی از آثار ملی ایران به ثبت رسیده است.